# Puccinia adoxae
Puccinia adoxae R. Hedw. – gatunek grzybów z rodziny rdzowatych (Pucciniaceae). Grzyb mikroskopijny, pasożytujący na piżmaczku wiosennym (Adoxa moschatellina). Jest pasożytem obligatoryjnym, u porażonych roślin wywołuje chorobę zwaną rdzą. Występuje w Europie i Ameryce Północnej (USA).

## Systematyka i nazewnictwo
Pozycja w klasyfikacji według Index Fungorum: Puccinia, Pucciniaceae, Pucciniales, Incertae sedis, Pucciniomycetes, Pucciniomycotina, Basidiomycota, Fungi.
Synonimy:
- Dasyspora adoxae (R. Hedw.) Arthur 1906
- Dicaeoma adoxae (R. Hedw.) Gray 1821
- Micropuccinia adoxae (R. Hedw.) Arthur & H.S. Jacks. 1921
- Puccinia saxifragarum G. Winter 1881
- Uredo adoxae (R. Hedw.) Auersw. 1854

## Rozwój i morfologia
Jest pasożytem jednodomowym, tzn. cały jego cykl rozwojowy odbywa się na jednym żywicielu. Jest też rdzą niepełnocyklową – wytwarza tylko jeden rodzaj zarodników – teliospory.
Poraża liście piżmaczka wiosennego wraz z ogonkami liściowymi. Tworzą się na nich ciemnobrązowe plamy. Pod skórką w obrębie plam znajdują się telia z teliosporami. Często plamy znajdują się na nabrzmieniach podobnych do galasów. W okresie dojrzewania zarodników telia pęcznieją, co powoduje pęknięcia skórki, przez które zarodniki wydostają się na zewnątrz.

## Gatunki podobne
Na piżmaczku wiosennym pasożytują jeszcze 2 inne gatunki grzybów z rodzaju Puccinia: Puccinia albescens i Puccinia argentata. P. albescens na piżmaczku morfologicznie różni się nieznacznie, ale zasadniczo odróżnia się cyklem rozwojowym – wytwarza wszystkie 5 typowych dla rdzy zarodników.